# Arnór Atlason
Arnór Atlason, född 23 juli 1984 i Akureyri, är en isländsk handbollstränare och tidigare handbollsspelare (mittnia). Han spelade 197 landskamper och gjorde 436 mål för Islands landslag.
Som spelare var han med och tog OS-silver 2008 i Peking.

## Klubbar som spelare
- KA Akureyri (–2004)
- SC Magdeburg Gladiators (2004–2006)
- FC Köpenhamn (2006–2010)
- AG Köpenhamn (2010–2012)
- SG Flensburg-Handewitt (2012–2013)
- Saint-Raphaël Var HB (2013–2016)
- Aalborg Håndbold (2016–2018)

## Tränaruppdrag
- Aalborg Håndbold (assisterande, 2018–2023)
- TTH Holstebro (2023–)
- Islands herrlandslag (assisterande, 2023–)